# Mylocera
Mylocera é um gênero de traça pertencente à família Agonoxenidae.